# Robert T. Van Horn

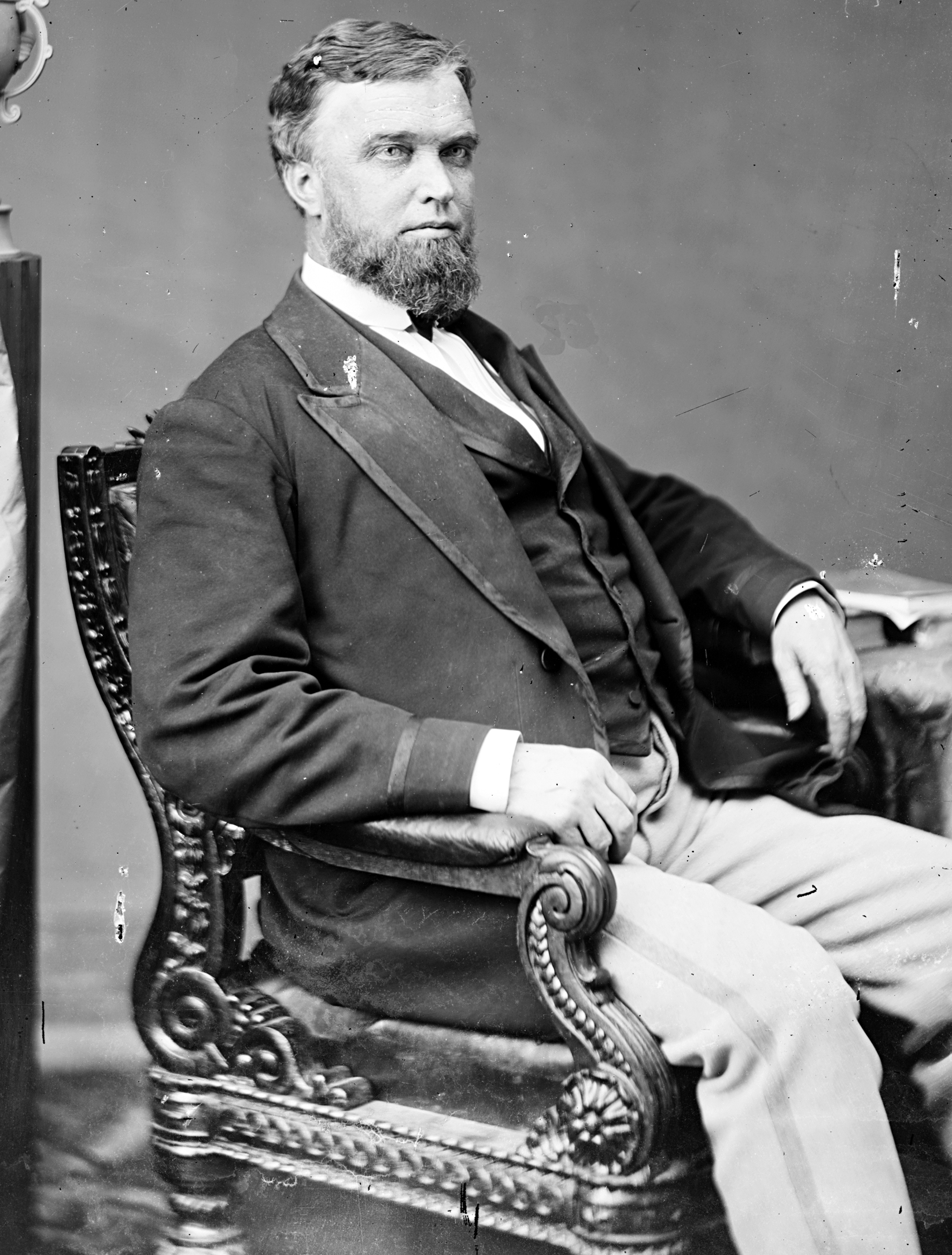
Robert T. Van Horn

Robert Thompson Van Horn (* 19. Mai 1824 in East Mahoning, Indiana County, Pennsylvania; † 3. Januar 1916 bei Kansas City, Missouri) war ein US-amerikanischer Politiker. Zwischen 1865 und 1897 vertrat er mehrfach den Bundesstaat Missouri im US-Repräsentantenhaus.

## Werdegang
Robert Van Horn besuchte die öffentlichen Schulen seiner Heimat und absolvierte danach eine Lehre im Druckerhandwerk. Im Jahr 1844 zog er nach Pomeroy in Ohio. Nach einem anschließenden Jurastudium und seiner um 1850 erfolgten Zulassung als Rechtsanwalt begann er in Pomeroy in diesem Beruf zu arbeiten. 1855 zog er nach Kansas City, wo er im Jahr 1857 in den Stadtrat gewählt wurde. Zwischen 1857 und 1861 war Van Horn Posthalter in Kansas City. Dort gründete er auch die Zeitung „Kansas City Journal“, die er selbst verlegte und herausgab. Gleichzeitig schlug er als Mitglied der Republikanischen Partei eine politische Laufbahn ein. In den Jahren 1861 und 1863 wurde er zum Bürgermeister von Kansas City gewählt. Zwischen 1862 und 1864 saß er auch im Senat von Missouri. Neben diesen Tätigkeiten diente er während des Bürgerkrieges als Oberstleutnant im Heer der Union. Dabei gehörte er einer aus Freiwilligen bestehenden Infanterieeinheit aus Missouri an.
Bei den Kongresswahlen des Jahres 1864 wurde Van Horn im sechsten Wahlbezirk von Missouri in das US-Repräsentantenhaus in Washington, D.C. gewählt, wo er am 4. März 1865 die Nachfolge von Austin Augustus King antrat. Nach zwei Wiederwahlen konnte er bis zum 3. März 1871 drei Legislaturperioden im Kongress absolvieren. Diese waren zunächst von den Spannungen zwischen seiner Partei und Präsident Andrew Johnson überschattet, die in einem nur knapp gescheiterten Amtsenthebungsverfahren gegen Johnson gipfelten. Während dieser Zeit wurden der 13., der 14. und der 15. Verfassungszusatz ratifiziert. Van Horn setzte sich unter anderem für den Ausbau des Eisenbahnnetzes ein. Er war an den politischen Planungen der ersten Eisenbahnbrücke über den Missouri River beteiligt.
Im Jahr 1870 verzichtete Van Horn auf eine weitere Kandidatur. Zwischen 1874 und 1876 war er Staatsvorsitzender der Republikaner; von 1875 bis 1881 leitete er die Finanzbehörde im sechsten Steuerbezirk von Missouri. Zwischen 1864 und 1884 nahm Van Horn als Delegierter an allen Republican National Conventions teil. Außerdem gehörte er in den Jahren 1872 und 1884 dem Republican National Committee an. Bei den Wahlen des Jahres 1880 wurde Van Horn im achten Distrikt seines Staates erneut in den Kongress gewählt, wo er am 4. März 1881 Samuel Locke Sawyer ablöste. Bis zum 3. März 1883 konnte er eine weitere Amtszeit im US-Repräsentantenhaus verbringen. Im Jahr 1894 kandidierte er im fünften Bezirk seines Staates erneut für den Kongress. Dabei unterlag er dem Amtsinhaber John C. Tarsney von der Demokratischen Partei. Van Horn legte aber gegen den Ausgang dieser Wahl Einspruch ein. Als diesem stattgegeben wurde, konnte er am 27. Februar 1896 das Mandat von Tarsney übernehmen und die laufende Legislaturperiode bis zum 3. März 1897 beenden. Im Jahr 1896 wurde er von seiner Partei nicht mehr zur Wiederwahl nominiert.
Nach seinem endgültigen Ausscheiden aus dem US-Repräsentantenhaus gab Robert Van Horn auch seine Verlegertätigkeit auf und zog sich in den Ruhestand zurück. Er starb am 3. Januar 1916 auf seinem Anwesen „Honeywood“ nahe Kansas City.